# Иевамот
Иевамот(др.-евр. יבמות‬) — древнееврейский религиозно-юридический трактат в составе Мишны, Тосефта, Вавилонском и Иерусалимском Талмуде, первый трактат в разделе Нашим («Женщины»).
Главной темой трактата является «йибум» — левиратный брак, обязанность бездетной вдовы вступить в новый брак только с ближайшими родственниками умершего мужа, в первую очередь с его братьями, так как фарисейский иудаизм отрицал безбрачие.

## Название трактата
«Иевамот» ( др.-евр. יבמות‬, yevamoth), также употребляемый как «Иебамот», «Йевамот» — происходит от множественного числа древне-еврейского слова др.-евр. יבמה‬ — «невестка», «жена брата».

## Предмет рассмотрения
Левиратный брак (как и сороратный) в древности был распространён у многих народов. В Библии упоминается два случая левирата: история Иуды и Фамари (Быт. 38), и история Вооза и Руфи (Руфь. 4). В последнем случае в брак вступает не брат, а дальний родственник. Моисеев закон закрепляет обычай левирата на законодательном уровне:

Если братья живут вместе и один из них умрет, не имея у себя сына, то жена умершего не должна выходить на сторону за человека чужого, но деверь её должен войти к ней и взять её себе в жену, и жить с нею, и первенец, которого она родит, останется с именем брата его умершего, чтоб имя его не изгладилось в Израиле.
Если же он не захочет взять невестку свою, то невестка его пойдет к воротам, к старейшинам, и скажет: «деверь мой отказывается восставить имя брата своего в Израиле, не хочет жениться на мне»; тогда старейшины города его должны призвать его и уговаривать его, и если он станет и скажет: «не хочу взять её», тогда невестка его пусть пойдет к нему в глазах старейшин, и снимет сапог его с ноги его, и плюнет в лице его, и скажет: «так поступают с человеком, который не созидает дома брату своему [у Израиля]»; и нарекут ему имя в Израиле: дом разутого.
— Втор. 25:5—10
При этом следует иметь в виду, что в общем случае брак с женой брата запрещён (Лев. 18:16). Поэтому в каждой конкретной ситуации важно понять, применим ли к этому случаю закон о левирате или нет; каждая сомнительная ситуация требует точного разрешения. Эти вопросы и составляют содержание трактата. Также, по принятому в Талмуде ассоциативному принципу, в трактате обсуждаются и другие вопросы, связанные с допустимостью заключения брака в различных сложных случаях. Вследствие этого трактат «Иевамот» считается одним из труднейших в Талмуде.
Предусмотренный галахой ритуал отказа от левиратного брака называется חליצה, «халица», букв. «разувание». Эта возможность стала особенно актуальна после запрета многожёнства, когда вступать в левиратный брак стало не принято. В современном иудаизме халица потеряла негативный оттенок, который придаёт ей Тора, но, напротив, стала заповедью.

## Содержание
Трактат «Иевамот» в Мишне состоит из 16 глав и 128 параграфов. Как и многие другие трактаты, он начинается с числового правила (перечисляются 15 случаев, когда невестка может быть близкой родственницей деверя независимо от факта замужества), а заканчивается любопытным прецедентом.
- Глава первая рассматривает случай, когда вдова умершего приходится деверю близкой родственницей. В этом случае освобождаются от левирата не только она, но и другие жёны умершего, если таковые есть.
- Глава вторая рассматривает другие случаи, когда левиратный брак не может быть заключён, а также случаи, в которых предписывается совершать исключительно халицу. Например, первосвященник не имеет права жениться на вдове, следовательно, не может вступить в левиратный брак и обязан дать халицу[3].
- Глава третья рассматривает сложные ситуации, возникающие, когда братьев несколько. Например, если умерли два брата, женатые на сёстрах, то их оставшиеся в живых братья не могут жениться ни на одной из них, так как каждая из них является для них не только невесткой, но и сестрой невестки, а в этом случае брак запрещён; обеим вдовам следует дать халицу.
- Глава четвёртая рассматривает некоторые другие вопросы, связанные с левиратом: случай, когда невестка оказалась беременной, вопросы наследования имущества и т. п. В конце главы даётся определение незаконнорождённого ребёнка (ממזר, мамзер) и рассматривается вопрос о сороратном браке (брак с сестрой умершей жены, случай обратный по отношению к левиратному браку).
- Глава пятая рассматривает случаи, когда деверь оформил отношения с невесткой не в установленном порядке, например, вместо халицы выдал разводное письмо.
- Глава шестая рассматривает ограничения в выборе жены для священников (Лев. 21:7, 14). В конце главы обсуждается заповедь «плодитесь и размножайтесь» (Быт. 1:28).
- Глава седьмая рассматривает вопрос о праве членов семьи священника есть возношение. Для примера приводится парадоксальный случай, когда первосвященник лишает этого права свою бабушку.
- Глава восьмая рассматривает запреты на брак с определёнными категориями людей (Втор. 23:1—7).
- Глава девятая продолжает рассмотрение вопросов о запрещённых браках и вкушении возношения в ситуациях, когда участники брачных отношений принадлежат к различным сословиям.
- Глава десятая рассматривает последствия возвращения мужа, признанного умершим, и последствия сожительства с несовершеннолетним.
- Глава одиннадцатая рассматривает случаи недействительности и сомнительности отношений родства. Например, не признаются родственниками изнасилованная женщина и члены семьи изнасиловавшего её мужчины. Также не признаются родственниками новообращённые, если родственные отношения между ними возникли до их обращения в иудаизм.
- Глава двенадцатая описывает порядок совершения халицы.
- Глава тринадцатая рассматривает брак с несовершеннолетней. По обычаю девочка могла быть выдана замуж, а сожительствовать с ней муж мог по достижении ею совершеннолетия (12 лет). До этого момента девочка могла заявить отказ от брака — миун (מאן). В конце главы рассматриваются случаи отказа участников левиратного брака сожительствовать друг другу.
- Глава четырнадцатая рассматривает браки с сумасшедшими и глухонемыми (то есть с теми, кого галаха признаёт недееспособными).
- Глава пятнадцатая рассматривает вопрос о том, в каких случаях может быть принято устное свидетельство о смерти мужа (что даёт жене право вступить в брак, либо создаёт обязанность левирата).
- Глава шестнадцатая рассматривает вопрос о порядке освидетельствования смерти. В конце трактата рассказывается о том, как было вынесено постановление, разрешающее женщинам вступать в брак, если смерть мужа засвидетельствована одним человеком.

## Затрагиваемые темы

### Безбрачие
Согласно тексту, безбрачие не только не способствует повышению нравственности, но, напротив, ведет к «уменьшению святости» к удалению Шехины из среды Израиля (Иебамот, 64а). Рабби Элеазар говорит: «Еврей, у которого нет жены, не может быть назван вполне человеком» (63а).
Но существовали мотивы для безбрачия, например, нежелание отвлекаться от занятия наукой. Так, Бен-Азай был принципиальным противником безбрачия. Когда его спросили, как же он отступает от собственной проповеди, оставаясь всю жизнь холостым, он ответил: «Что же мне делать? душа моя жаждет учения, пусть род человеческий сохранится помимо меня» (63б).
Также издревле существовало обязательное безбрачие для женщины, у которой умерло несколько мужей. Предполагалось, что такая личность является причиной смерти своих мужей, а потому считалось опасным жениться на ней. «Иевамот» устанавливал закон о «Катланит» (קטלניה‬; букв. «убийца»), по которому женщина, у которой умерло два мужа не имеет права выходить замуж (64б).

### Полигамия
Многие параграфы трактата «Иевамот», а также «Кетубот» подробно разбирают случаи полигамии.

### Соломенная вдова
Две главы (ХV и ХVI) посвящены исчислению способов доказательств факта смерти мужа для женщин в положении «агуна» (муж которой пропал без вести, и вследствие этого женщина обречена на безбрачие; «соломенная вдова»), — потому как, по еврейскому праву, никакая власть не может объявить какой-нибудь брак расторгнутым без личного участия мужа, без явно выраженного им на этот акт согласия. Единственно, что могли сделать законоучители, это облегчить подтверждение факта смерти мужа. Во всяком случае талмудическое право поставило себе исключительную цель ликвидировать семейные отношения отсутствующего, между тем как все европейские законодательства, за исключением русского и германского, заботились только об имущественных отношениях отсутствующего, совершенно игнорируя горькую судьбу оставленной им жены.

### Прочее
В трактате встречаются мнемотехнические знаки (סמנים‬) — различные знаки, способствующие удержанию в памяти возможно большего числа представлений.
В конце первой главы рассказывается о взаимоотношениях двух фарисейских школ эпохи таннаев — школ Шаммая и Гиллеля — несмотря на несогласие по многим вопросам, они поддерживали между собой хорошие отношения, и это ставится в пример.
Одно спорное место, встречающееся в тексте (Иебамот, 115б) и трактующее о путешествии эксиларха Исаака, должно быть толкуемо в том смысле, что путешествие было совершено этим экзилархом из Кардуены в Апамею Фригийскую.